# NRP Barracuda (S164)
O NRP Barracuda foi o último submarino da Classe Albacora a sair de serviço, o que aconteceu em 2010.
A 25 de Julho de 2013 foi anunciado que o NRP Barracuda seria adicionado ao espólio do núcleo museológico da Marinha Portuguesa, em Cacilhas.

## Galeria

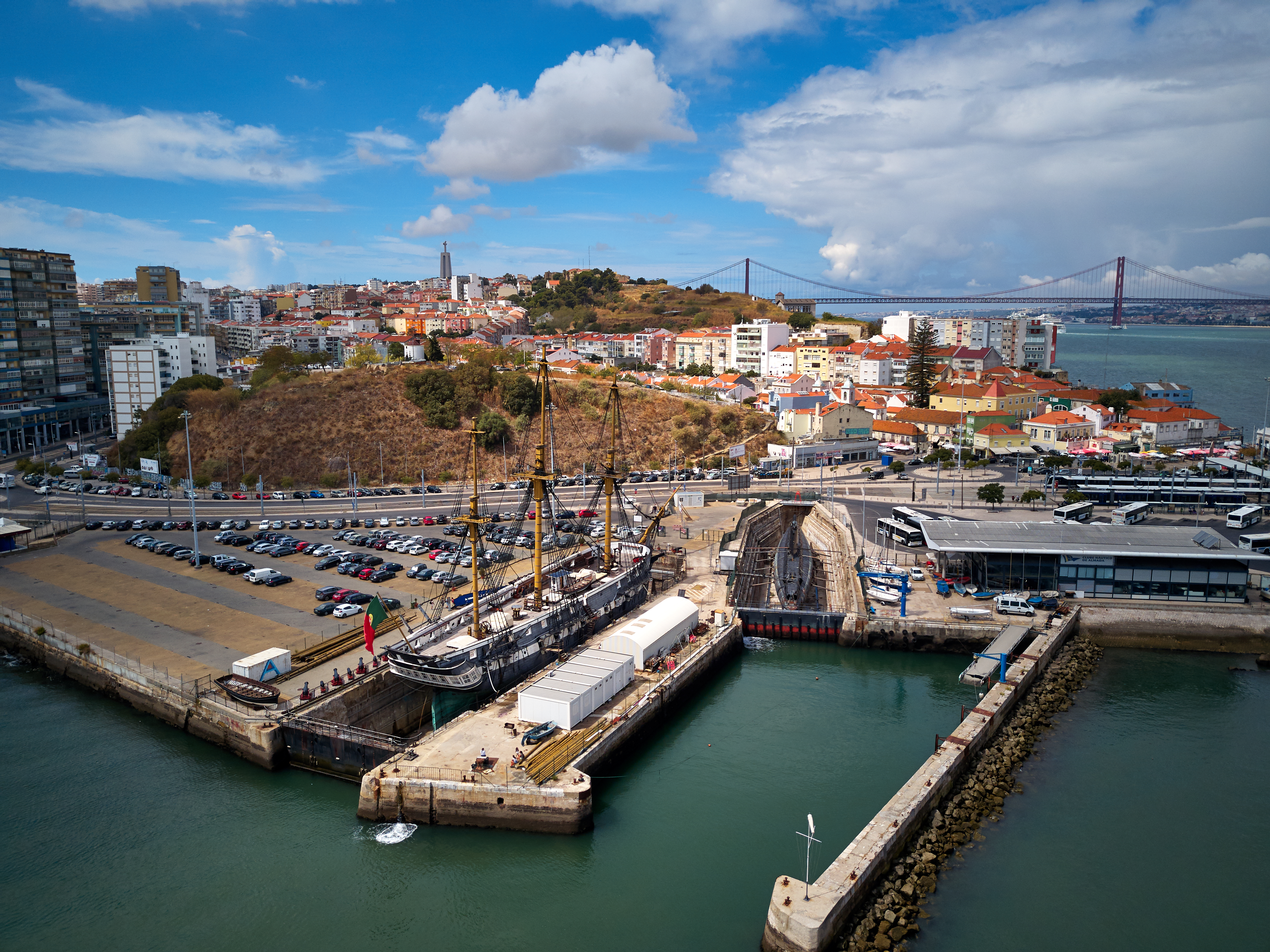
Polo museológico de Cacilhas.